# Седракян, Мгер Давидович
Мгер Дави́дович Седракя́н (арм. Մհեր Սեդրակյան, 8 июня 1951, Ереван) — армянский государственный деятель.
- 1966—1970 — факультет физической культуры Ереванского государственного университета. Физкультурник.
- 1970—1975 — экономический факультет Ереванского государственного университета. Экономист.
- 1975—1985 — работал на фабрике модельной обуви Шаумяна.
- 1985—1991 — директор кооператива «Давид», а с 1991 — директор малого предприятия «Салоник».
- 1990—1995 — депутат районного совета Эребуни.
- 1995—1999 — депутат парламента. Член постоянной комиссии по вопросам обороны, национальной безопасности и внутренних дел. Беспартийный.
- 1999—2008 — префект общины Эребуни (г. Ереван). Награждён медалью «Андраник Озанян» министерства обороны Армении (2004).

Награждён медалью «Материнская признательность» за заслуги в «освободительской борьбе НКР».